# Serengeti nationalpark

Serengetis nationalpark ligger i norra Tanzania och dess 14 763 km2 gör parken till den till ytan näst största i Tanzania efter Ruaha nationalpark. Parken upptogs 1981 på Unescos världsarvslista.
Parken gränsar till Kenya i norr och det kenyanska viltreservatet Masai Mara. Mycket stora mängder med gnuer och zebror vandrar mellan parkerna. Under större delen av året finns hjordarna i Serengeti. Serengeti gränsar också till Ngorongoros naturskyddsområde, Maswas viltreservat, Singita Grumeti-reservatet och Ikorongos viltreservat.

## Historia
1929 blev 2 286 km2 av Serengeti viltreservat och 1940 blev området skyddat. År 1952 fick Serengeti nationalparksstatus och området utökades 1959. Parken upptogs 1981 upptogs på Unescos världsarvslista. Namnet Serengeti kommer från "siringet" som på maa betyder ungefär "utvidgat område" eller "ändlös slätt".

## Djurliv
Serengeti är unikt för sin stora koncentration av savannlevande djur där gnuernas vandring är en imponerande syn. Där finns omkring 30 arter av gräsätare som gnu (cirka 1,5 miljoner), zebra, afrikansk buffel, giraff, elefant, thomsongasell, grantgasell, topi, vårtsvin, flodhäst och koantilop. Serengeti har ett litet bestånd av den akut hotade svarta noshörningen.
I Serengeti finns 13 arter stora rovdjur. Några rovdjur är lejon, leopard, fläckig hyena , gepard, schakal och krokodil. Den starkt hotade afrikanska vildhunden finns i parken men ses sällan.

## Bildgalleri

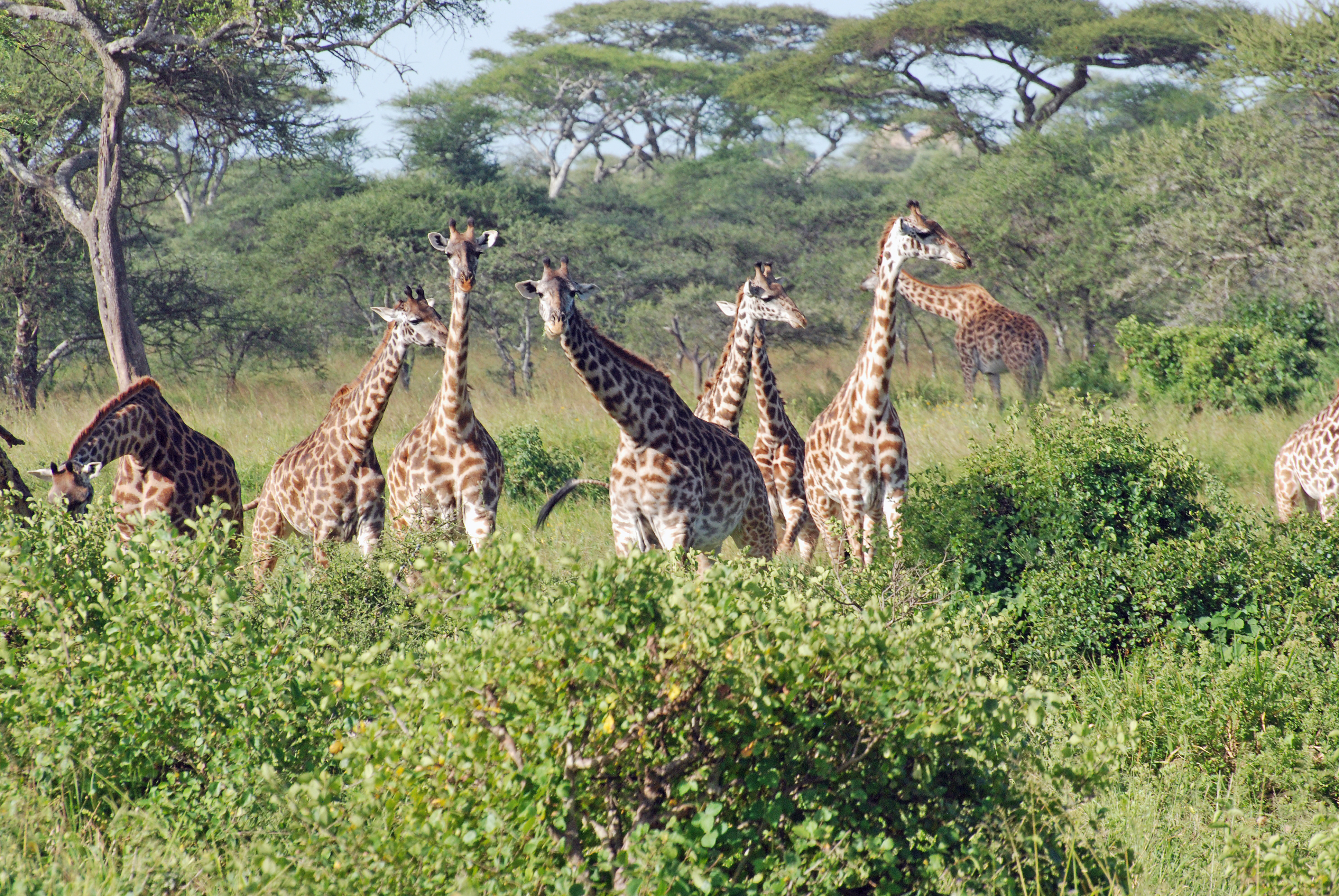
Giraffer
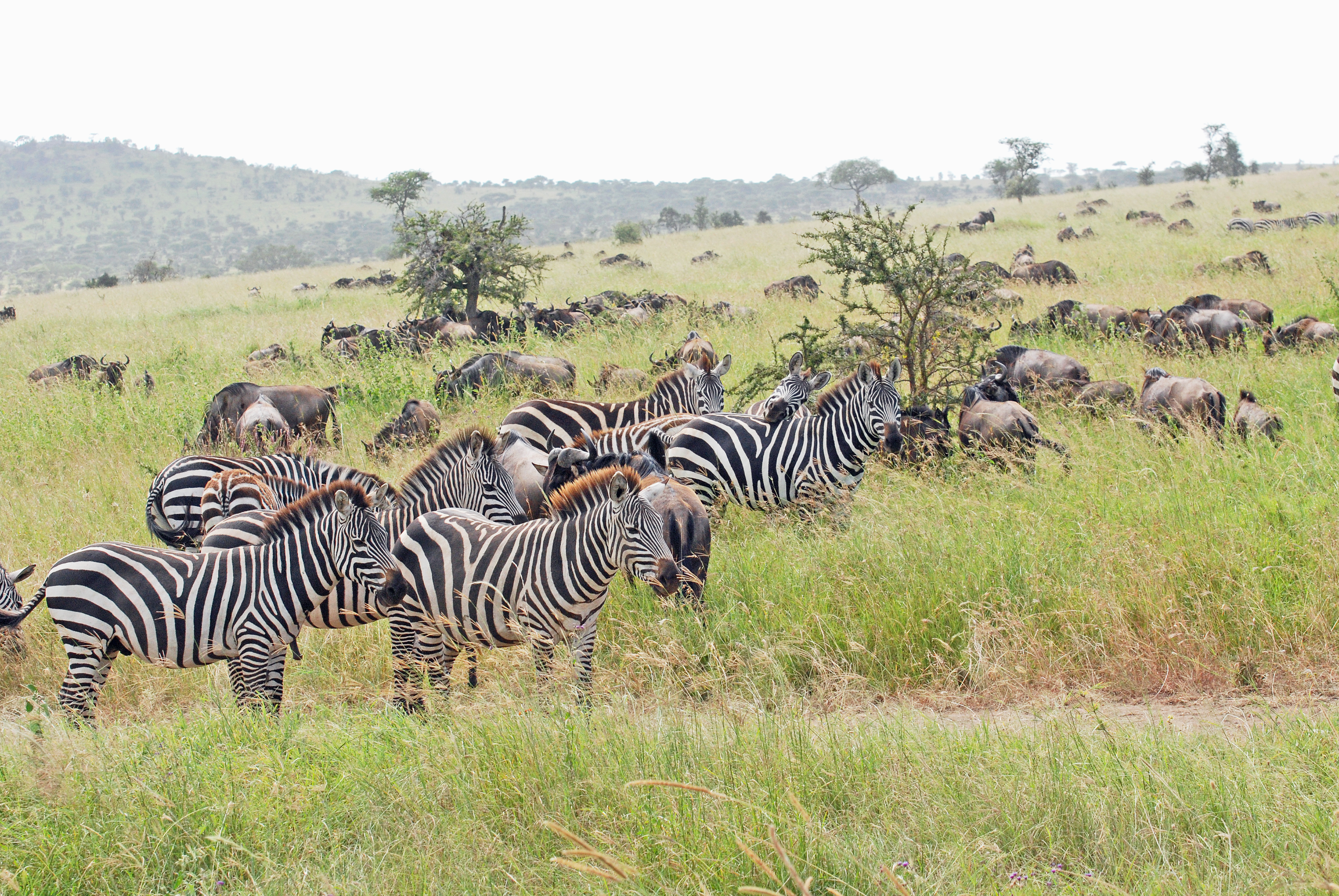
Zebror
Leopard

I parken har också drygt 400 fågelarter siktats. Några exempel är struts, koritrapp, sekreterarfågel, rödnackad savannlärka och kronvipa. Dessutom finns en mängd rovfåglar som segelflyger i lufthavet som exempelvis gycklarörn.

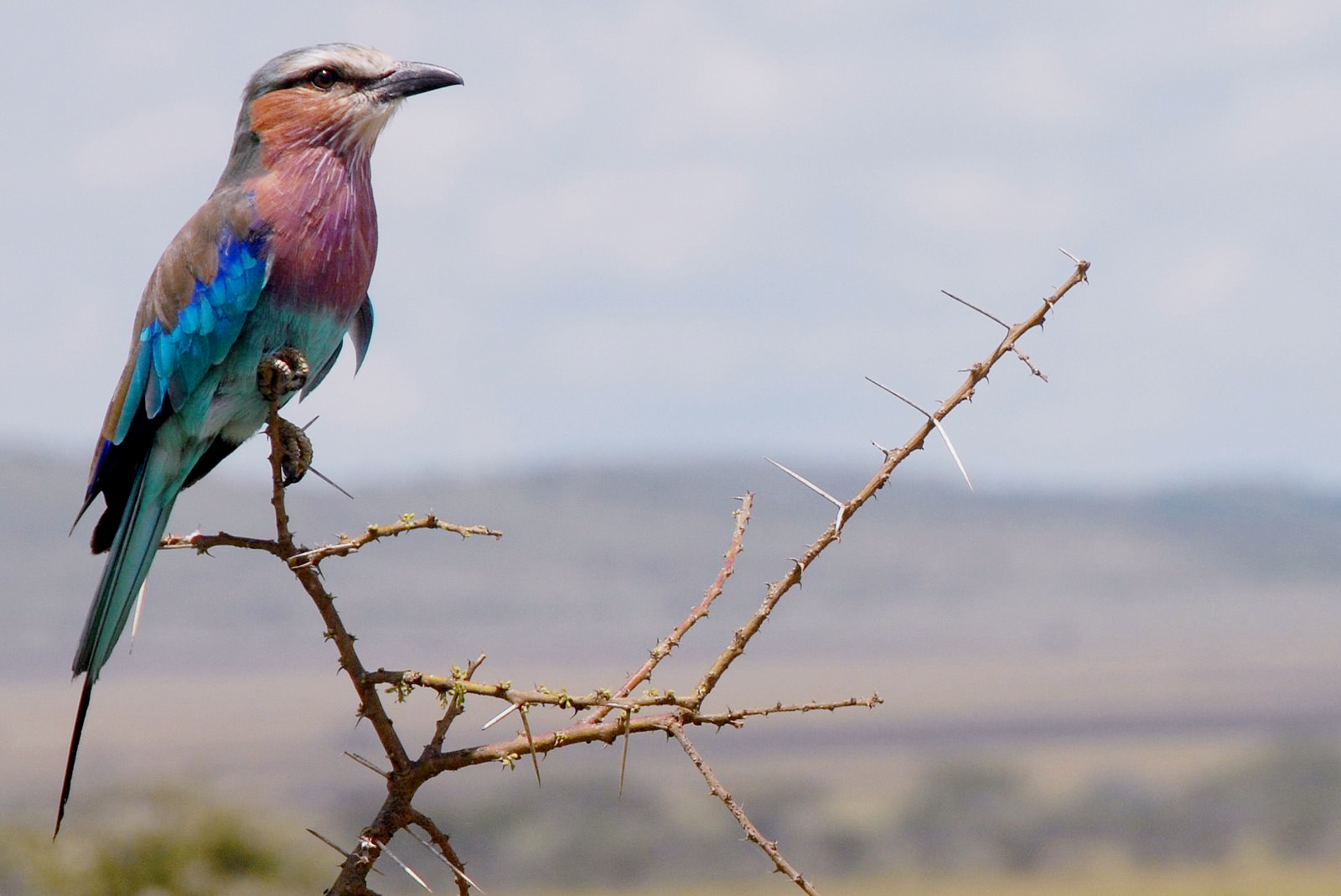
Lilabröstad blåkråka
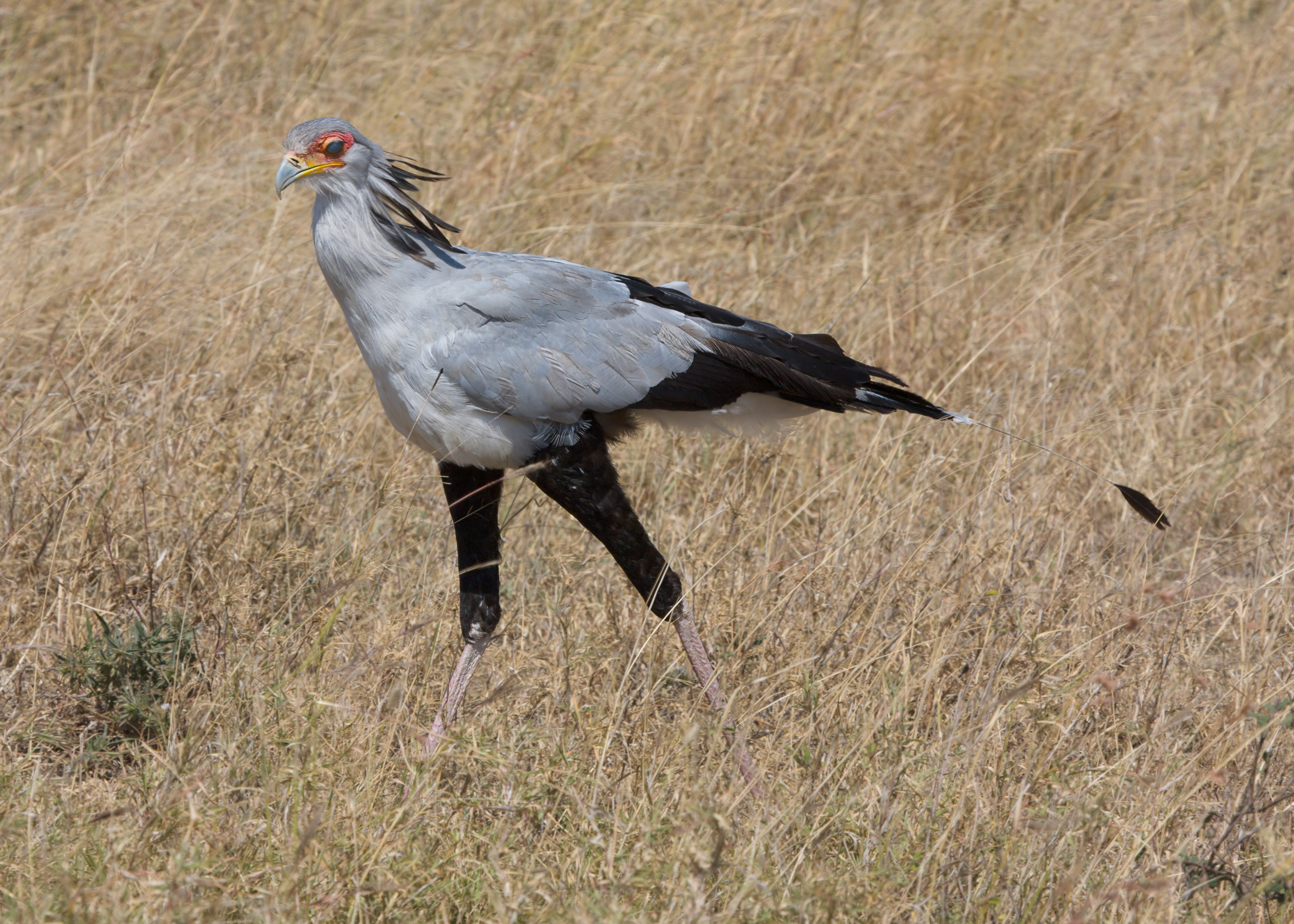
Sekreterarfågel
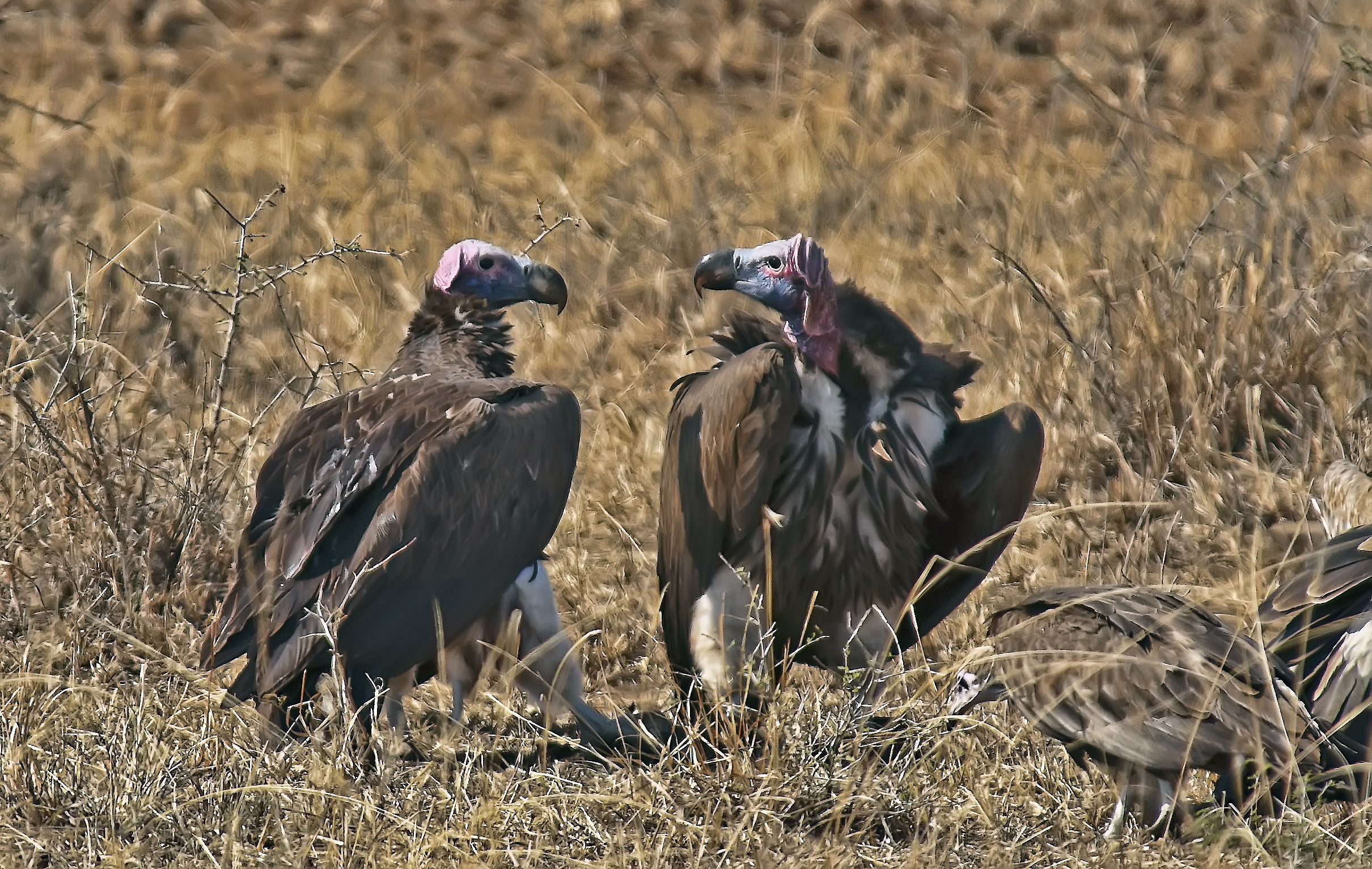
Örongamar

## Miljöhot
2010 presenterade Tanzanias regering planer på att dra en stor väg igenom den norra delen av nationalparken Serengeti. Vägens planerade dragning skulle innebära att gnuernas och zebrornas stora årliga vandring skulle behöva korsa vägen två gånger om året. Regeringens motiv för vägbygget är att den är nödvändig för att utveckla området väster om parken. Planerna har väckt mycket kritik där kritikerna främst lyfter fram ett hot mot ekosystemet i termer av att klippa vandringsrutter, trafikolyckor, ökat tjuvskytte, mer människor och infrastruktur. På senare tid har även röster från ekologhåll som är positiva till vägbygget börjat höras. Dessa röster gör gällande att Serengeti inte kan överleva om lokalbefolkningens ekonomiska utveckling förhindras.

## Säsong
För att se gnuhjordarna är december till juli den bästa tiden. Om man istället vill se rovdjur är tiden från juni till oktober bäst.

## Kommunikationer
Med bil från staden Arusha tar resan cirka sju timmar. Med flyg tar det cirka en timme från Arusha till någon av de tre landningsplatserna i parken.